# Sexuální kanibalismus

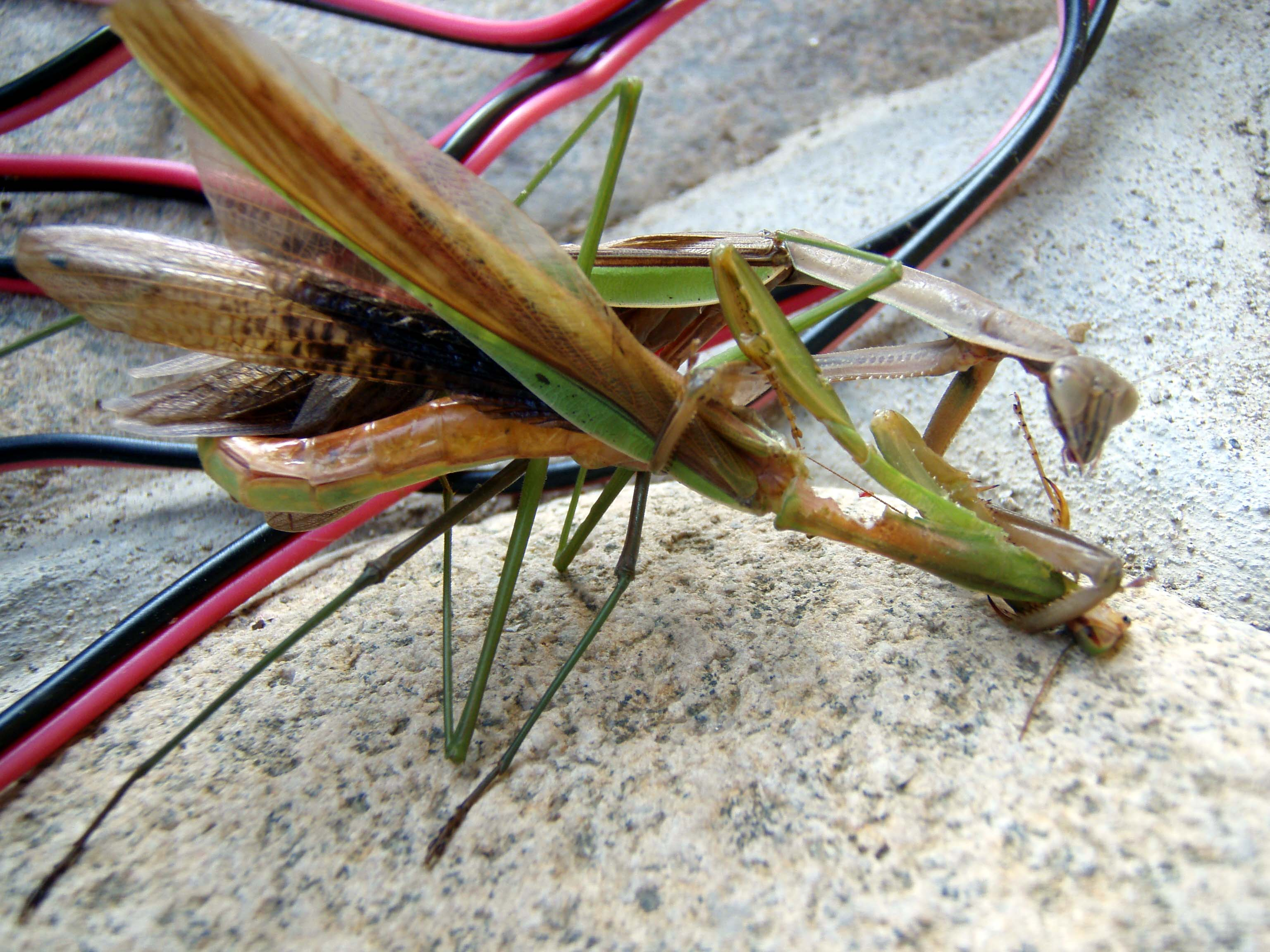
Samička kudlanky konzumující samečka během kopulace

Sexuální kanibalismus je druh kanibalismu známý u některých druhů živočichů, především u bezobratlých, zejména kudlanek či pavouků. Probíhá tak, že samička při kopulaci požírá nebo po kopulaci sežere samečka. Chování má svou logiku – pro samičku je v době, kdy má v sobě vajíčka a potřebuje nejvíce energie, sameček hodnotnější jako zdroj energie než jako partner. Kopulací samečkova úloha končí.
Reverzní sexuální kanibalismus – útočníkem je sameček a obětí samička. Příkladem je pavouk mikarie pospolitá (Micaria sociabilis). Mikárie mají do roka dvě generace – jarní a letní. Samečkové z letní generace bývají větší než samečkové z jarní generace, jsou také agresivnější a častěji praktikují kanibalismus. Zoologové Sentenská a Pekár zjistili, že mnohem častěji útočí na samičky z jarní generace a že četnost kanibalismu nebyla ovlivněna velikostí samic ani tím, zda se dosud (ne)pářily. Reverzní sexuální kanibalismus dosáhl nejvyšší frekvence v období překrytí generací, tzn. když se mladí samci z letní generace setkali se staršími (starými) samicemi z jarní generace. Znamená to současně, že samci z letní generace dávají při početí potomstva přednost samicím z téže generace.